# Labirynt Babel
Labirynt Babel – drugi legalny album bydgoskiej grupy muzycznej B.O.K wydany 31 października 2014 r. Płytę promowały teledyski do utworów „Jurodiwy”, „Mindfuck”oraz „Prometeusz”. Album zadebiutował na pierwszym miejscu listy sprzedaży OLiS. Dostępna była także edycja specjalna albumu zawierająca dodatkową płytę DVD, na której znajdował się film dokumentalny nakręcony w trakcie touru zespołu w 2013 r.. W dniu premiery albumu na oficjalnym kanale zespołu w serwisie YouTube udostępniony został odsłuch płyty. W ramach promocji płyty zespół dwukrotnie spotkał się z fanami: 29 października w Bydgoszczy oraz 3 listopada w Warszawie.

## Lista utworów
Opracowano na podstawie materiału źródłowego
1. „Narrenturm”
2. „Legion głosów”
3. „Mindfuck”
4. „Babel”
5. „Flaki”
6. „Podróż”
7. „Widziałem”
8. „Jurodiwy”
9. „Opowiedz mi o swoich planach”
10. „Nic przez c z kreską”
11. „Prometeusz”
12. „Deus ex machina”
13. „Miecz czy bicz”
14. „Pielgrzym”
15. „Brzytwa Ockhama”